# Copa Sud-americana 2022
La Copa Sud-americana 2022, denominada oficialment Copa Conmebol Sud-americana 2022, fou la vint-i-unena edició del torneig organitzat per la Confederació Sud-americana de Futbol, en la qual participaren equips de deu països: Argentina, Bolívia, Brasil, Xile, Colòmbia, Equador, Paraguai, Perú, Uruguai i Veneçuela. El campió disputà la Recopa Sud-americana 2023 contra el campió de la Copa Libertadores de 2022.

## Format
El 2 d'octubre de 2020, el Consell de la Conmebol va aprovar la implementació de canvis de format a la Copa Sud-americana a partir de l'edició 2021, amb l'objectiu d'assegurar-se que cadascun dels països estigui millor representat en les diferents etapes de la competència. Els participants es distribueixen de la següent manera:
- En la primera fase, equips de totes les federacions excepte Argentina i Brasil jugaran contra un equip de la seva mateixa federació en claus a doble partit. Els guanyadors es classificaran a la fase de grups, assegurant que almenys dos equips de cada federació participarà en la fase de grups.
- S'inclouran en la fase de grups, els equips d'Argentina i Brasil, així com els quatre equips eliminats en la tercera fase de la Copa Libertadores. Els guanyadors de cada grup es classificaran als vuitens de final.
- Els vuit millors tercers de la fase de grups de la Copa Libertadores entraran a la competició a vuitens de final.

|                           |                           | Equips que entren en aquesta fase                                                   | Equips que provenen de la fase anterior     | Equips transferits de la Copa Libertadores                            |
| ------------------------- | ------------------------- | ----------------------------------------------------------------------------------- | ------------------------------------------- | --------------------------------------------------------------------- |
| Primera fase (32 equipos) | Primera fase (32 equipos) | - 4 equips de Bolívia, Xile, Colòmbia, Equador, Paraguai, Perú, Uruguai i Veneçuela |                                             |                                                                       |
| Fase de grups (32 equips) | Fase de grups (32 equips) | - 6 equips d'Argentina i 6 equips de Brasil                                         | - 16 equips classificats de la primera fase | - 4 equips perdedors de la fase 3 de la Copa Libertadores             |
| Fases finals (16 equips)  | Fases finals (16 equips)  |                                                                                     | - 8 equips classificats de la fase de grups | - 8 equips en tercer lloc de la fase de grups de la Copa Libertadores |

### Distribució de participants per país
| País                                     | Contingents | Vuitens de final | Fase de grups | Primera fase |
| ---------------------------------------- | ----------- | ---------------- | ------------- | ------------ |
| Bolivia                                  | 4           | Indefinit        | 2 ←           | ← 4          |
| Chile                                    | 4           | Indefinit        | 2 ←           | ← 4          |
| Colombia                                 | 4           | Indefinit        | 2 ←           | ← 4          |
| Ecuador                                  | 4           | Indefinit        | 2 ←           | ← 4          |
| Paraguay                                 | 4           | Indefinit        | 2 ←           | ← 4          |
| Perú                                     | 4           | Indefinit        | 2 ←           | ← 4          |
| Uruguay                                  | 4           | Indefinit        | 2 ←           | ← 4          |
| Venezuela                                | 4           | Indefinit        | 2 ←           | ← 4          |
| Argentina                                | 6           | Indefinit        | 6             | No participa |
| Brasil                                   | 6           | Indefinit        | 6             | No participa |
| Transferits de la Copa Libertadores 2022 | 12          | 8                | 4             | No participa |
| Fase anterior                            |             | 8                | 16            | No participa |
| Total                                    | 56          | 16               | 32            | 32           |

### Calendari
El calendari del torneig va ser publicat per la Conmebol el 16 d'agost de 2021.
| Fase            | Ronda            | Data de sorteig | Anada            | Volta              |
| --------------- | ---------------- | --------------- | ---------------- | ------------------ |
| Classificatòria | Primera          | Per definir     | 8 al 10 de març  | 15 al 17 de març   |
| Grups           | Jornada 1        | 23 de març      | 5 al 7 d'abril   | 5 al 7 d'abril     |
| Grups           | Jornada 2        | 23 de març      | 12 al 14 d'abril | 12 al 14 d'abril   |
| Grups           | Jornada 3        | 23 de març      | 26 al 28 d'abril | 26 al 28 d'abril   |
| Grups           | Jornada 4        | 23 de març      | 3 al 5 de maig   | 3 al 5 de maig     |
| Grups           | Jornada 5        | 23 de març      | 17 al 19 de maig | 17 al 19 de maig   |
| Grups           | Jornada 6        | 23 de març      | 24 al 26 de maig | 24 al 26 de maig   |
| Eliminatòria    | Vuitens de final | 1 de juny       | 28 al 30 de juny | 5 al 7 de juliol   |
| Eliminatòria    | Quarts de final  | 1 de juny       | 2 al 4 d'agost   | 9 a l'11 d'agost   |
| Eliminatòria    | Semifinals       | 1 de juny       | 30 al 31 d'agost | 6 al 8 de setembre |
| Eliminatòria    | Final            | 1 de juny       | 1 d'octubre      | 1 d'octubre        |

## Seu de la final
La Final es jugarà a l'estadi Nacional Mané Garrincha de Brasília, Brasil.

## Participants
| País                   | Equip                                                                               | Via de classificació |
| ---------------------- | ----------------------------------------------------------------------------------- | --- |
| Argentina 6 quotes     | Banfield Defensa y Justícia Independiente Lanús Racing de Avellaneda Unión Santa Fé | Guanyador del Partit de classificació de la Copa Diego Maradona 7è situat de la taula general de la temporada 2021 8è situat de la taula general de la temporada 2021 9è situat de la taula general de la temporada 2021 10è situat de la taula general de la temporada 2021 11è situat de la taula general de la temporada 2021 |
| Bolivia 4 quotes       | Royal Pari Oriente Petrolero Jorge Wilstermann Guabirá                              | 5è lloc de la Divisió Professional de Bolívia 2021 6è lloc de la Divisió Professional de Bolívia 2021 7è lloc de la Divisió Professional de Bolívia 2021 8è lloc de la Divisió Professional de Bolívia 2021 |
| Brasil 6 quotes        | Atlètic Goianiense Santos Ceará Internacional São Paulo Cuiabá                      | 9è lloc del Campionat Brasiler Sèrie A 2021 10è lloc del Campionat Brasiler Sèrie A 2021 11è lloc del Campionat Brasiler Sèrie A 2021 12è lloc del Campionat Brasiler Sèrie A 2021 13è lloc del Campionat Brasiler Sèrie A 2021 15è lloc del Campionat Brasiler Sèrie A 2021                                                     |
| Xile 4 contingents     | Unió La Calera Unión Española Deportes Antofagasta Ñublense                         | 4t lloc de la Primera Divisió de Xile 2021 5è lloc de la Primera Divisió de Xile 2021 6è lloc de la Primera Divisió de Xile 2021 7è lloc de la Primera Divisió de Xile 2021 |
| Colòmbia 4 contingents | Junior Barranquilla América de Cali La Equidad Independiente Medellín               | 2n situat de la taula de reclassificació de la Categoria Primera A de Colòmbia 2021 3r situat de la taula de reclassificació de la Categoria Primera A de Colòmbia 2021 4t situat de la taula de reclassificació de la Categoria Primera A de Colòmbia 2021 Campió de la Copa Colòmbia 2020                                      |
| Equador 4 quotes       | 9 de Octubre Liga de Quito Mushuc Runa Delfín                                       | 5è lloc de la taula acumulada de la Sèrie A d'Equador 2021 6è lloc de la taula acumulada de la Sèrie A d'Equador 2021 7è lloc de la taula acumulada de la Sèrie A d'Equador 2021 8è lloc de la taula acumulada de la Sèrie A d'Equador 2021                                                                                      |
| Paraguai 4 quotes      | Nacional Guaireña Sol de América General Caballero                                  | 5è lloc de la taula acumulada de la Primera Divisió de Paraguai 2021 6è lloc de la taula acumulada de la Primera Divisió de Paraguai 2021 Subcampió de la Copa Paraguai 2021 Campió de la Divisió Intermèdia 2021 |
| Peru 4 quotes          | Melgar Cienciano Sport Boys Ayacucho                                                | 5è lloc de la taula acumulada de la Lliga 1 del Perú 2021 6è lloc de la taula acumulada de la Lliga 1 del Perú 2021 7è lloc de la taula acumulada de la Lliga 1 del Perú 2021 8è lloc de la taula acumulada de la Lliga 1 del Perú 2021                                                                                          |
| Uruguai 4 quotes       | Cerro Largo Montevideo Wanderers Liverpool River Plate                              | 5è lloc de la taula anual del Campionat Uruguaià de Primera Divisió 2021 6è lloc de la taula anual del Campionat Uruguaià de Primera Divisió 2021 7.° lloc de la taula anual del Campionat Uruguaià de Primera Divisió 2021 8.° lloc de la taula anual del Campionat Uruguaià de Primera Divisió 2021                            |
| Veneçoela 4 quotes     | Esportiu La Guaira Estudiantes de Mérida Metropolitanos Hermanos Colmenarez         | 5è lloc de l'Hexagonal Final A de la Primera Divisió de Veneçoela 2021 6è lloc de l'Hexagonal Final A de la Primera Divisió de Veneçoela 2021 1r lloc de l'Hexagonal Final B de la Primera Divisió de Veneçoela 2021 2n lloc de l'Hexagonal Final B de la Primera Divisió de Veneçoela 2021                                      |